# Draperia systyla
Draperia systyla är en strävbladig växtart som först beskrevs av Samuel Frederick Gray, och fick sitt nu gällande namn av John Torrey. Draperia systyla ingår i släktet Draperia och familjen strävbladiga växter. Inga underarter finns listade i Catalogue of Life.

## Bildgalleri

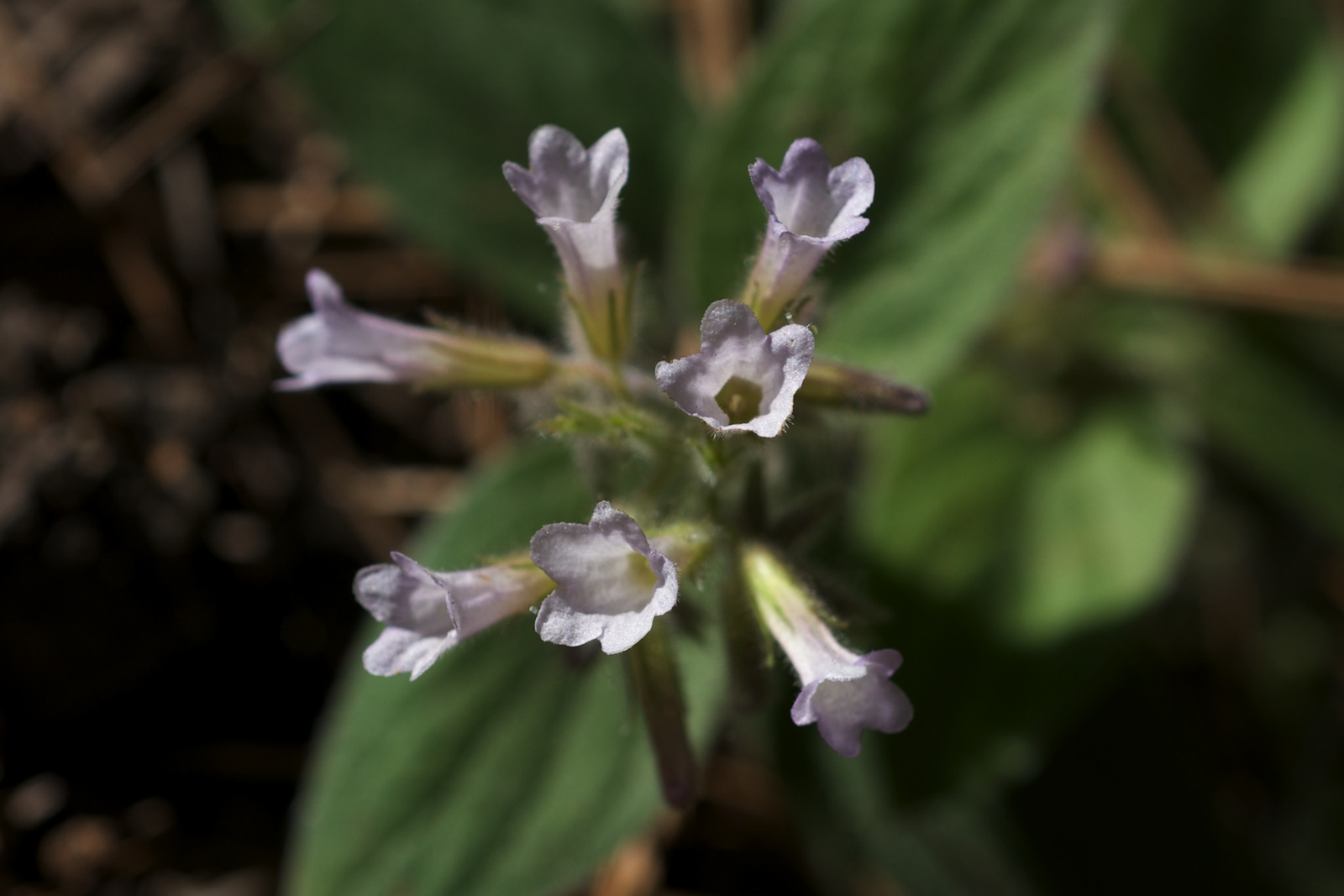